# Daniel Cloud Campos
Daniel Cloud Campos vagy egyszerűen Cloud (született Daniel Campos) (Adel, Georgia, 1983. május 6. –) amerikai breaktáncos, koreográfus, filmszínész és -rendező.
Breakes pályafutását még szinte gyerekként kezdte a Skill Methodzban. Improvizációi, akrobatikus megoldásai és humora miatt kapott helyet Madonna (amerikai énekesnő) Re-Invention című turnéjában. A popdíva videóinak és Confessions on the Dancefloor című showjának köszönhetően lett világszerte ismert mint "Madonna egyik táncosa". Jelenleg a Los Angeles-i Groovaloosnál táncol.
Forgatókönyvíróként, filmszínészként és társrendezőként a Heaven Awaits című horrorfilmmel aratta eddigi legnagyobb sikerét 2005-ben, az Amerikai Egyesült Államok-beli Filmericán. Emellett a La Chica Y Su Bolsa című zenés rövidfilmjével az ugyancsak USA-beli Hollyshorts fesztiválon ért el sikert.

## Pályája kezdetén
Cloud a Georgia-beli Adelben született 1983. május 6-án és a kaliforniai San Diegóban nőtt fel.
1994 óta breakel. Kezdetben a Three Brother Grim nevű együttesben táncolt együtt a két bátyjával. 12 évesen a floridai Orlandóba költözött, ahol megismerkedett Abstrakkal, Flipsszel, majd Venummal. Megalapították a B-Boy Connection nevű csapatot. Miután Flea és Teknyc is csatlakozott hozzájuk, 1996-ban létrehozták  a Skill Methodz nevű táncegyüttest, amelynek ma is tagja. Egy egyágyas orlandói szobában aludtak kilencen, mintha mind testvérek lettek volna, s csak a breaknek, a gyakorlásnak és a táncnak éltek. Szponzoruk, menedzserük nem volt.
A Skill Methodz tagjaként 1998-ban sikerült az áttörés az USA-ban: ő egyéni győzelmet aratott a Blaze Battle kategóriában a miami breakes csatában; a csapat pedig első helyezést ért el az együttesek kategóriájában. Ugyanebben az évben már az Exact nevű bandában is breakelt.
Táncos karrierjének új állomásához érkezett 2003-ban, mert ebben az évben bekerült Al Fuentes extrém akrobatikus táncot művelő csapatába, a High Voltage-ba. Nemcsak táncosként, hanem zeneszerzőként is dolgozott nekik.

## Táncos és filmes karrierje
2004-ben beválogatták Madonna amerikai popdíva Re-Invention című világturnéjába, amely 56 show-t mutatott be. Ennek során ismerte meg élettársát, Tamara Levinson táncosnőt. Cloud legfontosabb alakítása e show-ban a porondmester és bohóc volt a Hollywood (remix) című dalban. Szerepelt az I'm going to tell you a secret című filmben, amely Madonna egész turnéját dokumentálta. A popdíva elismeréssel szólt benne Cloud "mulatságos, briliáns és egyedülálló" tehetségéről.
2005-ben lépett fel először a Los Angeles-i Groovaloos táncegyüttes show-jában. Mint a High Voltage-ban és a Skill Methodzban, a Groovaloosnál is akrobatikus ügyességére, rögtönzéseire és humorára építettek a koreográfusok.
2005-ben Cole Walliser oldalán kipróbálta a rövidfilmezést is mint társ-forgatókönyvíró, főszereplő és társrendező. A Heaven Awaits című horrorfilmjükkel az USA Filmerica nevű versenyén elnyerték a fődíjat.
2005. július 2-án táncolt a Live 8 koncerten, az amerikai popdíva londoni showjában. Majd szerepet kapott Madonna Hung up, Sorry és Jump című táncos videójában. 2006-ban táncolt az énekesnő Confessions on the dancefloor című világturnéjának mind a 60 koncertjén. Itt a legfontosabb szerepet a Confessions című intróban kapta. Egy olyan fiú vallomását táncolta el benne, akit az apja rendszeresen brutálisan összevert.
Ugyancsak Madonna táncosaként szerepelt 2007. július 7-én  a globális felmelegedés elleni SOS Live Earth koncert londoni helyszínén. 2007 szeptemberében meghívták, hogy Koreában zsűrizzen a B-Boy Világbajnokságon. Itt fellépett, breakelt is. Aztán Chris Brown amerikai énekes oldalán szerepelt kétszer is: előbb a 35. Amerikai Zenei Díjátadón Los Angelesben, majd a Movies Rock 2007 című show-ban. Ebben az évben készített a The Academy Is nevű brit együttes felkérésére a honlapjuk számára egy videófilmet.
2008-ban Észak-Hollywoodból New York-ba költözött és elkezdett színészetet tanulni. Táncosként jelenleg a Groovaloosnál lép fel rendszeresen, Los Angelesben. Augusztusban rendezőként a La Chica Y Su Bolsa című zenés rövidfilmjével kategóriájában megosztott első díjat nyert a Hollyshorts filmfesztiválon, Hollywoodban.
2009-ben szerepelt Shakira Did it Again (spanyol verzió Lo Hecho Está Hecho) című dalának videóklipjében.

## Szakmai jövője
A Skill Methodz hivatalos honlapján szereplő rövid önéletrajzában Cloud így látja a szakmai jövőjét:
"A film valahol ott van, ahová egy napon el akarom juttatni az életemet. Nem táncolhatok örökké, de a tánc örökké velem marad. Csak azt tudom, ha nem lett volna ott a tánc az együttesem számára, ma nem lennék ott, ahol vagyok. Ők voltak velem, amikor elindultam, s velem is maradnak végig."